# Road Movie (film, 2002)
Pour les articles homonymes, voir Road movie (homonymie).
Pour plus de détails, voir Fiche technique et Distribution.
Road Movie (로드무비) est un film sud-coréen réalisé par Kim In-shik, sorti en 2002.

## Synopsis
Le film suit le road trip d'une femme, d'un homme qui en est amoureux et d'un deuxième homme amoureux du premier.

## Fiche technique
- Titre : Road Movie
- Titre original : 로드무비
- Réalisation : Kim In-shik
- Scénario : Kim In-shik
- Musique : Lee Han-na
- Photographie : Kim Jae-ho
- Montage : Lee Jae-Woong
- Production : KiJae-won
- Société de production : CJ Entertainment et Sidus
- Pays :  Corée du Sud
- Genre : Romance et drame
- Durée : 114 minutes
- Dates de sortie : 
  -  Corée du Sud : 18 octobre 2002

## Distribution
- Hwang Jeong-min : Dae-shik
- Chan Jung : Suk-won
- Rin Seo : Il-joo
- Jeong Hyeong-gi : Min-seok
- Bang Eun-jin : Jung-in
- Kim Ki-chun : Jo-sshi, le sans-abri
- Lee Jae-eung : Su-ho, le garçon
- Jang Yu-jeong : la femme de Suk-won
- Lee Hyeong-joo : Jjokbang Sanae
- Ryu So-hyeong : Hyeong-ja
- Kim Hyeon-ji : Geum-ja
- Kang Min-ji : la femme enceinte
- Cho Eun-hyeong : l'aubergiste
- Park Kyeong-hwan : le serveur
- Han Gi-joong : le supérieur de Suk-won
- Noh Seung-hyeon : le collège de Suk-won
- Do Yong-gu : Shim-mun hyawngsa
- Son Jin-ho

## Distinctions
Le film a été nommé pour le Grand Bell Award du meilleur film en 2003.